# Le Tricorne
Pour les articles homonymes, voir Tricorne (homonymie).
Le Tricorne (titre espagnol original : El sombrero de tres picos) est un ballet en un acte composé par Manuel de Falla, chorégraphié par Léonide Massine, décors et costumes de Pablo Picasso.
Créé par les Ballets russes de Serge de Diaghilev le 22 juillet 1919 à l'Alhambra de Londres, il a pour interprètes principaux Léonide Massine, Tamara Karsavina et Léon Wojcikowski. La direction d'orchestre en était confiée à Ernest Ansermet.
Inspiré de la nouvelle éponyme de Pedro de Alarcón (1874), le ballet est une commande de Diaghilev à de Falla, qui avait déjà composé une pantomime sur le sujet, Le Gouverneur et la meunière (1917).
L'œuvre allie classicisme, modernisme et caractère espagnol, dans la musique, le décor et la chorégraphie, faisant de ce spectacle un vrai travail d'équipe. De nombreux passages sont considérés comme des morceaux d'anthologie, dont la jota finale, qui est encore un morceau de bravoure dans les concours chorégraphiques actuels, de même que la Danse du gouverneur, farruca (typique du flamenco), devenue légendaire et reprise ensuite par Patrick Dupond (cf vidéo ci-dessous).